# Саида (вилайет)
Саи́да (араб. ولاية سعيدة‎) — вилайет в северо-западной части Алжира.
Административный центр вилайета — город Саида.

## Географическое положение
Вилайет Саида лежит в горах Атлас.
Граничит с вилайетами Маскара на севере, Тиарет на востоке, Эль-Баяд на юге, Сиди-Бель-Аббес на западе.

## Административное деление
Административно вилайет разделен на 6 округов и 16 коммун.

### Округа
- Айн-эль-Хаджар (Aïn El Hadjar)
- Эль-Хассасна (El Hassasna)
- Улед-Брахим (Ouled Brahim)
- Саида (Saïda)
- Сиди-Бубкер (Sidi Boubekeur)
- Юб (Youb)

## Экономика и промышленность
Является сельскохозяйственным вилайетом. Здесь производят табак, оливковое масло, шерсть и вино.